# Australische talen

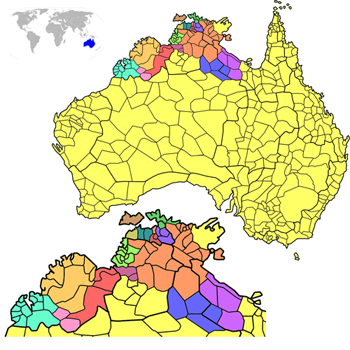
Australische talen
Pama-Nyungaans taalgebied

Australische talen is de verzamelnaam voor enkele verschillende taalfamilies en isolaten die van oorsprong in Australië worden of werden gesproken en een op paar nabijgelegen eilanden zoals Tasmanië. Deze talen zijn van de verschillende Aboriginalgroepen. Het is niet precies bekend hoe deze talen uit elkaar zijn ontstaan.
Er woonden aan het einde van de 18e eeuw tussen de 350 en 750 verschillende Aboriginalgroepen in Australië, met ieder een eigen taal of dialect. Nog maar 150 van deze inheemse talen waren er aan het begin van de 21e eeuw over, die op 20 na allemaal gevaar lopen te zullen verdwijnen. Van de talen die nog over zijn wordt slechts 10% aan kinderen geleerd. Dit gebeurt vooral in geïsoleerde gebieden. De Tasmaniërs werden al vroeg in de geschiedenis van de Europese kolonisatie van Australië en omstreken vrijwel geheel uitgeroeid, en hun talen zijn daarmee ook verdwenen. Of en in hoeverre deze talen verwant waren aan de op het Australische vasteland gesproken talen is dus niet bekend.
De meeste Australische talen worden ingedeeld bij de Pama-Nyungaanse talen. De overige talen worden allemaal in het noorden gesproken. De Tankische talen vormen bijvoorbeeld een kleine groep van talen, die in het noorden worden gesproken.